# 4580 Child
4580 Child este un asteroid din centura principală, descoperit pe 4 martie 1989 de Eleanor Helin.